# Parceria Lennon e McCartney

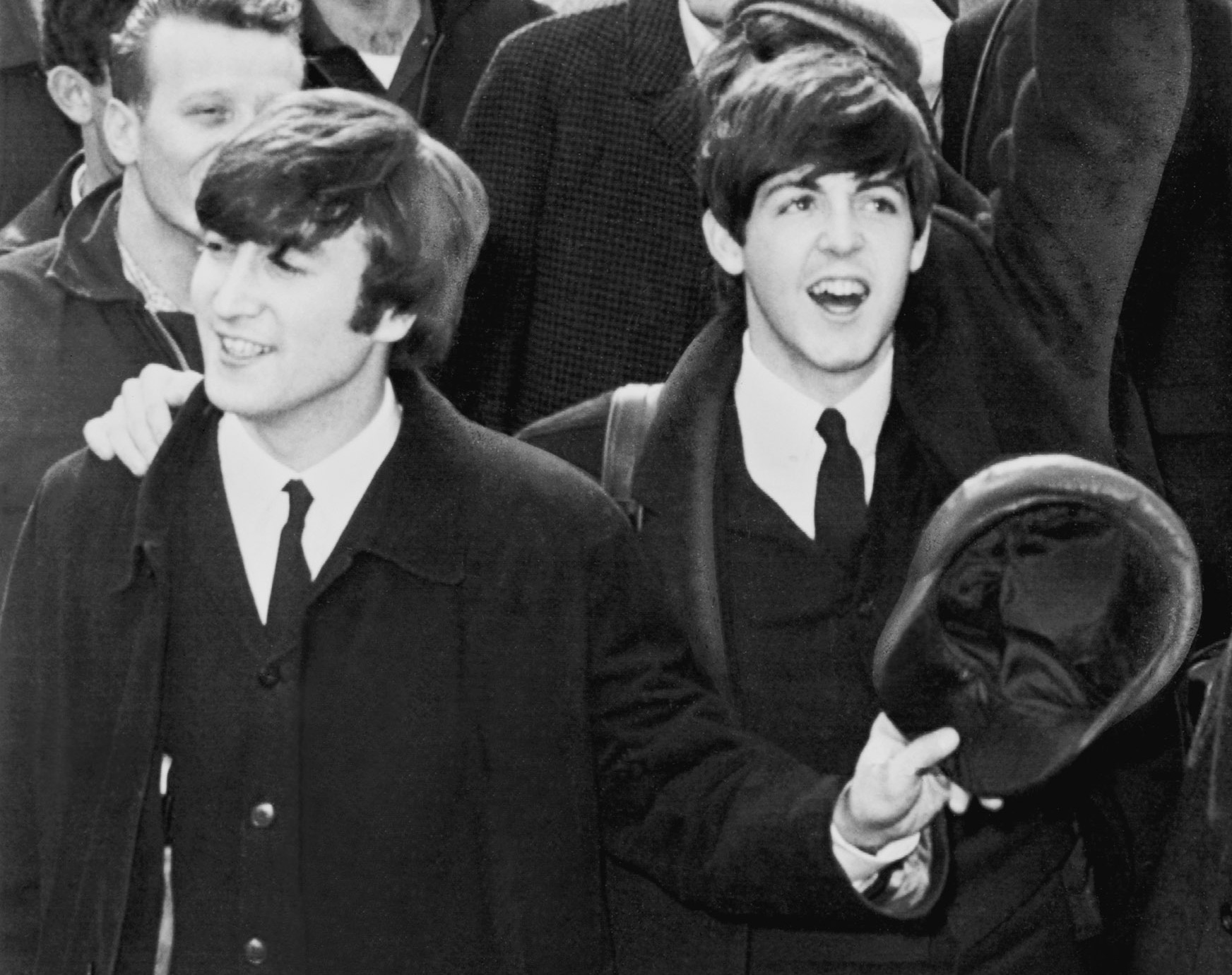
Lennon e McCartney com os Beatles nos Estados Unidos em 1964

A parceria artística entre John Lennon e Paul McCartney é uma das colaborações musicais e culturais mais conhecidas e mais bem sucedidas da história. Entre 1962 e 1969, escreveram e publicaram cerca de 180 canções creditadas, das quais a maioria foi gravada pelos Beatles e constitui a maior parte do seu catálogo.

## Denominação
Ao contrário de muitas parcerias que separam o trabalho do letrista e do arranjador, tanto John Lennon quanto Paul McCartney se responsabilizavam pelos versos e pelas melodias. Em várias ocasiões, especialmente no princípio, a colaboração era extensiva, com a dupla trabalhando "olho no olho". Posteriormente, tornou-se mais comum para um dos dois escrever toda ou grande parte da canção, com participação limitada do outro. Baseados num acordo firmado antes do sucesso dos Beatles, no entanto, Lennon e McCartney concordaram em dividir crédito igual nas canções compostas por qualquer um deles enquanto a parceria durasse.
As composições de Lennon e McCartney tem sido objecto de inúmeros covers, sendo, de acordo com o Guinness World Records, a canção "Yesterday" a mais gravada de todos os tempos.
Lennon/McCartney é a designação de assinatura mais comum das músicas gravadas pelos Beatles que foram compostas por John Lennon e Paul McCartney, juntos ou separados, após a gravação e lançamento de "She Loves You", em agosto de 1963. Os dois fizeram um acordo quando dos primórdios da formação da identidade do que viria a ser "The Beatles". A ordem dos nomes foi, inicialmente, objeto de controvérsia, conforme Paul relatou em sua biografia autorizada, "Many Years From Now". Segundo o músico, os dois primeiros compactos e o primeiro LP (Please Please Me) saíram com os créditos "McCartney/Lennon". Posteriormente, propôs-se a inversão dos nomes, com o que Paul foi contra: "Disseram que assim soava melhor e eu respondi que, para mim, não". Apesar do desentendimento inicial, a ordem foi alterada, passando os créditos a serem de "Lennon/McCartney" até a dissolução do grupo em 1970. 
Algumas músicas ainda foram gravadas com esta assinatura em projetos individuais dos dois: "Give Peace a Chance" e "Goodbye", por exemplo. Nos dias de hoje sabe-se, através de entrevistas dadas pelos dois compositores, quem compôs a maioria das músicas, bem como a contribuição individual em cada uma das composições. Há, de fato, como ressaltado na biografia de Paul McCartney, controvérsia apenas nas músicas "Eleanor Rigby" e "In My Life". Na primeira, John afirmou em entrevistas posteriores ao desfazimento do grupo (inclusive em sua famosa entrevista para a PlayBoy norte americana) que teria "escrito metade da letra ou até mais". Quanto a "In My Life", John afirmava havê-la composto sozinho. McCartney refuta ambas as versões, dizendo que "Eleanor Rigby" seria, de fato, um trabalho solo, onde a contribuição de Lennon foi nenhuma; conquanto em "In My Life", Paul revela haver composto a melodia da música. 
Recentemente, Paul McCartney propôs a troca da ordem dos nomes para McCartney/Lennon em músicas compostas por ele. A herdeira de John Lennon, Yoko Ono, negou a permissão. Em resposta, ela teria proposto a exclusão do nome de Paul McCartney dos créditos de "Give Peace a Chance".
Apesar de Lennon ter deixado de usar a denominação após a separação dos Beatles em 1970, a parceria só foi oficialmente dissolvida em 1974.